# Феликс, Якоб
Я́коб Фе́ликс (6 января 1832, Хоршиц, Австрийская империя — 19 января 1905, Бухарест Румыния) — румынский бактериолог и гигиенист, член Румынской АН (1880—1905), ученик и последователь М. фон Петтенкофера.

## Биография
Родился в семье учителя Самсона Феликса. Якоб Феликс сначала окончил лицей в Йичине, а затем университет в Праге. С 1861 по 1905 год работал в Бухарестской медико-хирургической школе.

## Научные работы
Основные научные работы посвящены разработке предупреждения инфекционных болезней и борьбы с ними.
- Изучал историю медицины Румынии и других европейских стран.

## Список использованной литературы
- Биологи. Биографический справочник.— Киев.: Наук. думка, 1984.— 816 с.: ил